# Kumpáni

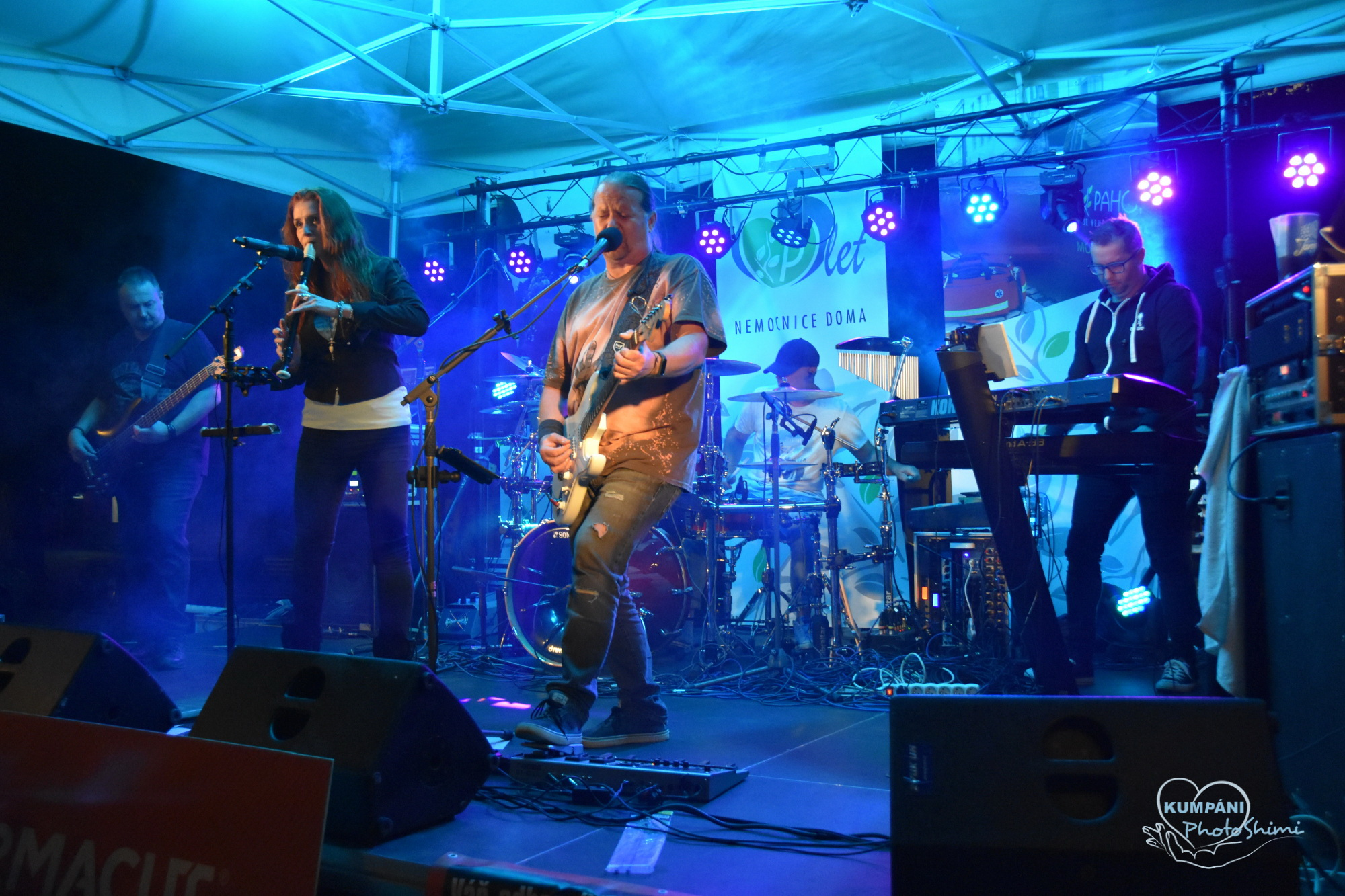
Kapela Kumpáni Rock-Pop Uherské Hradiště

Kumpáni je česká rock-popová hudební skupina z Uherského Hradiště, kterou založili v roce 2008 Igor Chižňak a Martina Weverka Peřinková. Sestava skupiny se během své existence několikrát změnila, ale v současnosti tvoří kapelu Kumpáni pět členů. Jméno Kumpáni si skupina dala, protože se od začátku cítili jako bezva parta a veselá společnost.  
Jejich autorské skladby se umístily v několika hudebních soutěžích, např.: na hudebním portálu MuziMax se za rok 2014 umístili na třetím místě ve Zlaté maxparádě s písní Prázdný rána. Další rok, tedy 2015, se jim podařilo získat krásné první místo s písní Doteky v kapkách, a za rok 2016 to bylo druhé místo s písní Pamatuj.  
V červenci 2019 pokřtili k desátému výročí působení kapely své celoautorské CD Ohlédnutí na kterém je 12 vlastních skladeb.  

## Současní členové
- Igor Chižńak - zpěv, kytara
- Martina Weverka Peřinková - zpěv, flétna
- David Maceček - Basová kytara
- Igor Beďač - bicí
- Jirka Mušák - zpěv, klávesové nástroje
- Dobroslav Crkoň - bicí

## Zakládající členové
- Igor Chižńak - zpěv, kytara
- Martina Weverka Peřinková - zpěv, flétna
- David Maceček - Basová kytara
- Jirka Zelinka - zpěv, kytara

## Bývalí členové
- Jiří Magdálek - bicí
- Radek Dvouletý - bicí
- David Kolaja - bicí
- Bohuslav Kopečný - bicí

## Vydaná CD a DVD
- Koktejl (2013)
- Pamatuj (2015)
- Ohlédnutí (2019)